# Heteropimpla pulverulenta
Heteropimpla pulverulenta (лат.) — ископаемый вид наездников-ихневмонид рода Heteropimpla из подсемейства Novichneumoninae (Ichneumonidae). Бирманский янтарь, Мьянма, меловой период, возраст находки 99 млн лет.

## Описание
Мелкие наездники. Длина тела 5,2 мм; длина переднего крыла 3,8 мм (ширина 1,3 мм), длина заднего крыла 2,7 мм (ширина 0,8 мм). Усики нитевидные, длина 4,4 мм. Отличается следующими признаками жилкования:
переднее крыло с 1-Rs&1-M равной r-rs, 2-Rs+M значительно длиннее 1m-cu, 2m-cu параллельно 3-Cu; заднее крыло с 1-Rs равными r-m, нервеллус оборван ниже середины (1-Cu длиннее cu-a). Голова с большими, шаровидными фасеточными глазами. Расстояние между глазками (оцеллиями) равно диаметру глазка, расстояние между глазом и латеральным глазком меньше диаметра глазка. Усики нитевидные, в 1,2 раза длиннее крыла; скапус веретеновидный, педицель чётко не отделён от скапуса; жгутик 20-члениковый, с плавно укорачивающимися от основания к вершине члениками жгутиками, а апикальный членик вдвое длиннее субапикального. Мандибулы тонкие, сильно изогнутые, с 2 зубцами. Отличается от †Heteropimpla megista более короткими 1-Rs&1-M, более длинными 2-Rs+M, более длинным 1-Cu, параллельным 3-Cu 2m-cu в переднем крыле; 1-Rs равен r-m, нервеллюс оборван ниже середины в заднем крыле; и в несколько меньшем размере тела.
Вид был впервые описан в 2021 году гименоптерологом Дмитрием Копыловым (Палеонтологический институт РАН, Москва, Россия) с соавторами из Китая. Сходен с ископаемыми родами и видами из подсемейства †Novichneumoninae: †Heteropimpla megista, †Rasnichneumon alexandri, †Heteroichneumon rasnitsyni, †Rogichneumon braconidicus. Heteropimpla pulverulenta это еди нственный вид подсемейства с 1-Rs равной по длине r-m, так как у всех остальных представителей этого таксона 1-Rs много короче.